# 也速台儿 (札剌亦儿氏)
也速台儿，又作也速迭儿、也速答儿，元朝将领。蒙古札剌亦儿氏。曹南王阿剌罕的儿子。
阿剌罕去世时，也速台儿年幼，以阿剌罕兄弟之子拜降袭职。拜降官至江浙行中书省平章政事。领本军万户。拜降死后，元成宗元贞初年，也速台儿开始承袭父职，任蒙古军万户，镇守山东、河北，后来升为都万户。致和元年（1328）元泰定帝驾崩，也速台儿奉元武宗之子图帖睦尔相召，与元天顺帝争位。途中被任命为河南行省参知政事、平章政事，至大都，担任同知枢密院事。拥戴图帖睦尔即位为元文宗，进升为知枢密院事。率军在通州击败拥护天顺帝的秃满迭儿辽东军，在北皇后店击败王禅率领的上都军，在昌平州击败忽都帖木儿等军，后留下驻守居庸关。收降西台御史大夫也先帖木儿。天历二年（1329年）历任山东河北蒙古军都万户、行枢密院事，奉命讨囊家台，因病没有成行。十月，拜河南江北行中书省平章政事，兼山东蒙古军大都督。明年，复拜山东，河北蒙古军万户河南行省平章政事，大都督，入朝为集贤大学士。去世。其弟脱欢，官至江西、河南行省左丞，拜南行台御史大夫。元顺帝至元六年（1340年），拜中书平章政事。